# Подлесный, Зиновий Васильевич
Зиновий Васильевич Подле́сный (1936—1999) — советский архитектор.

## Биография
Родился 19 декабря 1936 года в селе Билявинцы (ныне Тернопольская область, Украина). Школу окончил в 1952 году в Калуше (Ивано-Франковская область). В 1958 году окончил Львовский политехнический институт. После окончания института работал в Кемерово, где 1962 году был назначен главным архитектором проекта. С 1963 года Зиновий Подлесный является членом Союза архитекторов.
В 1977—1999 годах был директором Львовского государственного проектного института «Горпроект».
Умер 22 июля 1999 года. Похоронен во Львове на Лычаковском кладбище, поле № 72.

## Награды и премии
- Заслуженный архитектор УССР (1985)
- Государственная премия УССР имени Т. Г. Шевченко (1980) — за архитектурный проект жилого квартала «Серебристый» во Львове
- Премия Совета Министров СССР (1981) — за разработку проекта и реализацию строительства курорта Трускавец

## Интересные факты
В 1970 — 1980 годах был председателем Федерации настольного тенниса Львовской области. С 2007 года во Львове ежегодно проводится региональный рейтинговый турнир по настольному теннису, посвященный его памяти.